# Audrey Whitby
Pour les articles homonymes, voir Whitby.
Audrey Whitby née le 10 avril 1996 à Murfreesboro, Tennessee est une actrice américaine. Elle est connue pour ses nombreuses apparitions sur AwesomenessTV (en), y compris dans la distribution de Betch : A Sketch Show, et pour ses rôles récurrents comme Audrey Vale sur la série de sketchs de la comédie de Disney Channel Sketches à gogo ! et comme Cherry dans la série comique de Nickelodeon Les Thundermans.

## Biographie

### Jeunesse
Whitby est née à Murfreesboro, Tennessee, et a grandi à Granger, Indiana. Sa sœur est Madeline Whitby, qui est également une actrice.
Whitby a commencé à jouer quand elle avait six ans au théâtre communautaire et a commencé à auditionner à Chicago quand elle avait huit ans. Whitby a déménagé à Los Angeles quand elle avait 12 ans.

### Carrière
Le premier rôle majeur de Whitby était dans l’émission So Random de Disney Channel ! Elle est ensuite apparue sur la série Disney Channel Liv et Maddie, puis a joué le personnage récurrent de longue date de Cherry sur la série télévisée Nickelodeon Les Thunderman. Whitby a travaillé pour AwesomenessTV, y compris dans sa série télévisée du même nom, son film Terry the Tomboy et sa série comique Betch : A Sketch Show, qui met aussi en vedette sa sœur Madeline et qui est sortie sur go90 (en). En 2017, elle a joué dans la série dramatique AwesomenessTV In the Vault, qui est également sortie sur go90.

## Filmographie
- 2010 : BrainSurge (en) : elle-même
- 2011 : Trippin : Lil f*cker
- 2011 - 2012 : Sketches à gogo ! : Audrey Vale
- 2012 : Austin et Ally : Tilly Thompson
- 2012 : #doggyblog : Sabrina
- 2012 : Scared Sweet : Hannah
- 2012 : Bad Fairy : Nic DiRizzo
- 2013 - 2014 : AwesomenessTV (en)
- 2013 - 2018 : Les Thunderman : Cherry Seinfield, la copine de Phoebe
- 2014 : Terry the Tomboy : Britannica
- 2014 : Pro Wresting Family : The Amazing Mia
- 2015 - 2016 : Liv et Maddie : Aubrey Banfield
- 2015 - 2018 : Betch: A Sketch Show : elle-même
- 2016 : Accidental Switch : Katey Williams
- 2016 - 2017 : Paradise Run : Herself
- 2017 : Nicky, Ricky, Dicky et Dawn : Tori
- 2018 : The Perfect Mother : Peyton Kelly
- 2018 : Guilty Party : Allie Stein
- 2019 : Fam : Beth
- 2023 : The Thundermans Return (en) : Cherry
- 2024 : Zoey 102 (en) : Lyric Reese